# 아이티 대학교
아이티 대학교(State University of Haiti)는 아이티에서 가장 중요한 고등 교육기관이다. 그 근원은 1820년으로 거슬러 올라가며 당시에 약학과 법학 대학이 설립되었다. 1942년 다양한 학부가 아이티대학에 병합되었다. 1960년대의 학생들의 시위 후에 프랑수와 뒤발리에 정부는 대학을 정부 아래로 두었고 주립 대학교로 개명하였다. 정부는 1986년 이름을 되돌렸다.
1981년에는 4,099명의 학생이 있었는데 그중 26 %가 법률과 경제학부에 등록되어 있었다. %가 약학부에 17 %가 경영학부 11 %가 과학 지리학부에 속하였다. 아이티에서 농업이 비중이 크지만 단지 대학교의 학생중 5%가 농학부에 등록되어 있다. 1981년 아이티 대학교는 559명의 교수가 있었는데 1967년에는 207명에 불과하였다. 대부분의 교수는 시간제이며 학생과의 접촉은 거의 없다. 아이티 대학교는 또한 심각한 책과 재료의 부족에 시달린다. 대학교는 수도인 포르토프랭스에 있다.